# Copa Libertadores da América de 2010
A Copa Libertadores de 2010 foi a 51.ª edição da Copa Libertadores, competição de futebol realizada todos os anos pela Confederação Sul-Americana de Futebol. Equipes das dez associações sul-americanas mais o México participaram do torneio.
Durante o mês de junho a competição foi interrompida após a disputa das quartas de final devido a realização da Copa do Mundo FIFA na África do Sul. Com isso o término do torneio foi em 18 de agosto.
Pela segunda vez na história, o Internacional sagrou-se campeão da Copa Libertadores ao vencer ambas as partidas da final contra o Guadalajara, totalizando um placar de 5–3. Com isso garantiu uma vaga na Copa do Mundo de Clubes da FIFA 2010 que foi disputada em dezembro, nos Emirados Árabes Unidos, como representante da CONMEBOL e o direito de disputar a Recopa Sul-Americana de 2011. Como o Guadalajara do México foi um dos finalistas, o Internacional do Brasil representaria a CONMEBOL independentemente se ganhasse o título. As equipes mexicanas classificam-se ao Mundial de Clubes através da Liga dos Campeões da CONCACAF.
Segundo a RBS TV, o último jogo da Copa Libertadores de 2010 foi assistido por 76,5% dos domicílios da Região Metropolitana de Porto Alegre. No total 1,3 milhão de telespectadores acompanharam a vitória do Internacional pela RBS TV na Grande Porto Alegre, recorde das transmissões da Libertadores em 2010.

## Equipes classificadas
A princípio, 38 equipes participariam desta edição da Copa Libertadores, como nos anos anteriores. No entanto, os clubes San Luis e Guadalajara, do México, foram convidados a retornar à competição a partir das oitavas de final para compensar a desistência dos mesmos da edição anterior devido ao conflito causado pelo surgimento da gripe A (H1N1).
| País                                  | Equipe                 | Classificação                                               |
| ------------------------------------- | ---------------------- | ----------------------------------------------------------- |
| Argentina · (5 vagas + atual campeão) | Estudiantes            | Campeão da Copa Libertadores da América de 2009             |
| Argentina · (5 vagas + atual campeão) | Vélez Sarsfield        | Campeão do Torneo Clausura 2009                             |
| Argentina · (5 vagas + atual campeão) | Banfield               | Campeão do Torneio Apertura 2009                            |
| Argentina · (5 vagas + atual campeão) | Lanús                  | Melhor pontuação nos torneios Clausura e Apertura 2009      |
| Argentina · (5 vagas + atual campeão) | Colón                  | 2ª melhor pontuação nos torneios Clausura e Apertura 2009   |
| Argentina · (5 vagas + atual campeão) | Newell's Old Boys      | 3ª melhor pontuação nos torneios Clausura e Apertura 2009   |
| Bolívia · (3 vagas)                   | Bolívar                | Campeão do Torneio Apertura 2009                            |
| Bolívia · (3 vagas)                   | Blooming               | Campeão do Torneio Clausura 2009                            |
| Bolívia · (3 vagas)                   | Real Potosí            | Vencedor dos Playoffs 2009                                  |
| Brasil · (5 vagas)                    | Flamengo               | Campeão do Campeonato Brasileiro de 2009                    |
| Brasil · (5 vagas)                    | Corinthians            | Campeão da Copa do Brasil de 2009                           |
| Brasil · (5 vagas)                    | Internacional          | 2º colocado no Campeonato Brasileiro de 2009                |
| Brasil · (5 vagas)                    | São Paulo              | 3º colocado no Campeonato Brasileiro de 2009                |
| Brasil · (5 vagas)                    | Cruzeiro               | 4º colocado no Campeonato Brasileiro de 2009                |
| Chile · (3 vagas)                     | Universidad de Chile   | Campeão do Torneio Apertura 2009                            |
| Chile · (3 vagas)                     | Colo-Colo              | Campeão do Torneio Clausura 2009                            |
| Chile · (3 vagas)                     | Universidad Católica   | Melhor pontuação na fase classificatória do Clausura 2009   |
| Colômbia · (3 vagas)                  | Once Caldas            | Campeão do Torneio Apertura 2009                            |
| Colômbia · (3 vagas)                  | Independiente Medellín | Campeão do Torneio Finalización 2009                        |
| Colômbia · (3 vagas)                  | Junior de Barranquilla | Melhor pontuação na temporada 2009                          |
| Equador · (3 vagas)                   | Deportivo Quito        | Campeão do Campeonato Equatoriano de 2009                   |
| Equador · (3 vagas)                   | Deportivo Cuenca       | Vice-campeão do Campeonato Equatoriano de 2009              |
| Equador · (3 vagas)                   | Emelec                 | 3º colocado no Campeonato Equatoriano de 2009               |
| Paraguai · (3 vagas)                  | Cerro Porteño          | Campeão do Torneio Apertura 2009                            |
| Paraguai · (3 vagas)                  | Nacional               | Campeão do Torneio Clausura 2009                            |
| Paraguai · (3 vagas)                  | Libertad               | Melhor pontuação nos torneios Apertura e Clausura 2009      |
| Peru · (3 vagas)                      | Universitario          | Campeão do Campeonato Descentralizado 2009                  |
| Peru · (3 vagas)                      | Alianza Lima           | Vice-campeão do Campeonato Descentralizado 2009             |
| Peru · (3 vagas)                      | Juan Aurich            | Melhor pontuação na temporada 2009                          |
| Uruguai · (3 vagas)                   | Nacional               | Campeão do Campeonato Uruguaio 2008-09                      |
| Uruguai · (3 vagas)                   | Cerro                  | Campeão da Liguilla Pré-Libertadores 2009                   |
| Uruguai · (3 vagas)                   | Racing                 | Vice-campeão da Liguilla Pré-Libertadores 2009              |
| Venezuela · (3 vagas)                 | Deportivo Italia       | Campeão do Torneio Apertura 2008                            |
| Venezuela · (3 vagas)                 | Caracas                | Campeão do Torneio Clausura 2009                            |
| Venezuela · (3 vagas)                 | Deportivo Táchira      | Melhor pontuação na temporada 2008-09                       |
| México · (3 vagas + 2 convites)       | Monarcas Morelia       | Melhor pontuação na fase inicial do Torneio Apertura 2009   |
| México · (3 vagas + 2 convites)       | Monterrey              | Campeão da InterLiga 2010                                   |
| México · (3 vagas + 2 convites)       | Tecos                  | Vice-campeão da InterLiga 2010                              |
| México · (3 vagas + 2 convites)       | San Luis               | Eliminado nas oitavas de final da Copa Libertadores de 2009 |
| México · (3 vagas + 2 convites)       | Chivas Guadalajara     | Eliminado nas oitavas de final da Copa Libertadores de 2009 |

## Sorteio
O sorteio dos cruzamentos entre as equipes que iniciarão desde a primeira fase, e dos oito grupos da fase de grupos se realizou em 27 de novembro de 2009 em Assunção, no Paraguai.
O resultado do sorteio determinou os seguintes confrontos:
| Primeira fase | Primeira fase          | Primeira fase        |
| ------------- | ---------------------- | -------------------- |
| Chave G1      | Deportivo Táchira      | Libertad             |
| Chave G2      | Juan Aurich            | Tecos                |
| Chave G3      | Colón                  | Universidad Católica |
| Chave G4      | Real Potosí            | Cruzeiro             |
| Chave G5      | Newell's Old Boys      | Emelec               |
| Chave G6      | Junior de Barranquilla | Racing               |

| Fase de grupos                                                        | Fase de grupos                                      | Fase de grupos                                                  | Fase de grupos                                             |
| Grupo 1                                                               | Grupo 2                                             | Grupo 3                                                         | Grupo 4                                                    |
| --------------------------------------------------------------------- | --------------------------------------------------- | --------------------------------------------------------------- | ---------------------------------------------------------- |
| Corinthians Cerro Porteño Independiente Medellín Vencedor da chave G6 | São Paulo Nacional Once Caldas Monterrey            | Estudiantes Bolívar Alianza Lima Vencedor da chave G2           | Lanús Blooming Universitario Vencedor da chave G1          |
| Grupo 5                                                               | Grupo 6                                             | Grupo 7                                                         | Grupo 8                                                    |
| Internacional Cerro Deportivo Quito Vencedor da chave G5              | Banfield Nacional Deportivo Cuenca Monarcas Morelia | Vélez Sarsfield Colo-Colo Deportivo Italia Vencedor da chave G4 | Flamengo Universidad de Chile Caracas Vencedor da chave G3 |

## Primeira fase
As partidas da primeira fase foram disputadas entre os dias 26 de janeiro e 10 de fevereiro. Doze equipes iniciaram essa fase onde seis se classificaram a fase seguinte. Em caso de igualdade em pontos, o primeiro critério de desempate seria o gol marcado fora de casa. Equipe 1 realizou a partida de ida em casa.
| Chave | Equipe 1               | Total       | Equipe 2             | Ida | Volta |
| ----- | ---------------------- | ----------- | -------------------- | --- | ----- |
| G1    | Deportivo Táchira      | 2–3         | Libertad             | 1–0 | 1–3   |
| G2    | Juan Aurich            | 4–1         | Tecos                | 2–0 | 2–1   |
| G3    | Colón                  | 5–5 (3–5 p) | Universidad Católica | 3–2 | 2–3   |
| G4    | Real Potosí            | 1–8         | Cruzeiro             | 1–1 | 0–7   |
| G5    | Newell's Old Boys      | 1–2         | Emelec               | 0–0 | 1–2   |
| G6    | Junior de Barranquilla | 2–4         | Racing               | 2–2 | 0–2   |

## Fase de grupos
As partidas da fase de grupos foram disputadas entre 9 de fevereiro e 22 de abril no sistema de grupos. Devido à classificação direta de dois clubes mexicanos às oitavas de final, apenas os campeões de grupo mais os seis melhores segundos colocados avançaram a fase final, totalizando 14 classificados.
|  | Equipes classificadas para a fase final                |
|  | Equipes classificadas como melhores segundos colocados |
|  | Equipes eliminadas                                     |

### Grupo 1
| Equipe                 | Pts | J | V | E | D | GP | GC | SG |
| ---------------------- | --- | - | - | - | - | -- | -- | -- |
| Corinthians            | 16  | 6 | 5 | 1 | 0 | 9  | 3  | +6 |
| Racing                 | 8   | 6 | 2 | 2 | 2 | 4  | 5  | -1 |
| Independiente Medellín | 6   | 6 | 1 | 3 | 2 | 3  | 4  | -1 |
| Cerro Porteño          | 2   | 6 | 0 | 2 | 4 | 3  | 7  | -4 |

|                        | COR | CPO | DIM | RCM |
| ---------------------- | --- | --- | --- | --- |
| Corinthians            | —   | 2–1 | 1–0 | 2–1 |
| Cerro Porteño          | 0–1 | —   | 1–1 | 0–0 |
| Independiente Medellín | 1–1 | 1–0 | —   | 0–0 |
| Racing                 | 0–2 | 2–1 | 1–0 | —   |

### Grupo 2
| Equipe      | Pts | J | V | E | D | GP | GC | SG |
| ----------- | --- | - | - | - | - | -- | -- | -- |
| São Paulo   | 13  | 6 | 4 | 1 | 1 | 9  | 2  | +7 |
| Once Caldas | 11  | 6 | 3 | 2 | 1 | 8  | 5  | +3 |
| Monterrey   | 6   | 6 | 1 | 3 | 2 | 5  | 8  | -3 |
| Nacional    | 3   | 6 | 1 | 0 | 5 | 3  | 10 | -7 |

|             | SPA | NAC | ONC | MTY |
| ----------- | --- | --- | --- | --- |
| São Paulo   | —   | 3–0 | 1–0 | 2–0 |
| Nacional    | 0–2 | —   | 0–2 | 2–0 |
| Once Caldas | 2–1 | 1–0 | —   | 1–1 |
| Monterrey   | 0–0 | 2–1 | 2–2 | —   |

### Grupo 3
| Equipe       | Pts | J | V | E | D | GP | GC | SG |
| ------------ | --- | - | - | - | - | -- | -- | -- |
| Estudiantes  | 13  | 6 | 4 | 1 | 1 | 11 | 5  | +6 |
| Alianza Lima | 12  | 6 | 4 | 0 | 2 | 12 | 7  | +5 |
| Juan Aurich  | 6   | 6 | 2 | 0 | 4 | 7  | 13 | -6 |
| Bolívar      | 4   | 6 | 1 | 1 | 4 | 3  | 8  | -5 |

|              | EST | BOL | ALI | JUA |
| ------------ | --- | --- | --- | --- |
| Estudiantes  | —   | 2–0 | 1–0 | 5–1 |
| Bolívar      | 0–0 | —   | 1–3 | 2–0 |
| Alianza Lima | 4–1 | 1–0 | —   | 2–0 |
| Juan Aurich  | 0–2 | 2–0 | 4–2 | —   |

### Grupo 4
| Equipe        | Pts | J | V | E | D | GP | GC | SG  |
| ------------- | --- | - | - | - | - | -- | -- | --- |
| Libertad      | 12  | 6 | 3 | 3 | 0 | 10 | 3  | +7  |
| Universitario | 10  | 6 | 2 | 4 | 0 | 5  | 2  | +3  |
| Lanús         | 8   | 6 | 2 | 2 | 2 | 6  | 6  | 0   |
| Blooming      | 1   | 6 | 0 | 1 | 5 | 3  | 13 | -10 |

|               | LAN | BLO | UNI | LIB |
| ------------- | --- | --- | --- | --- |
| Lanús         | —   | 1–0 | 0–0 | 0–2 |
| Blooming      | 1–4 | —   | 1–2 | 1–2 |
| Universitario | 2–0 | 0–0 | —   | 0–0 |
| Libertad      | 1–1 | 4–0 | 1–1 | —   |

### Grupo 5
| Equipe          | Pts | J | V | E | D | GP | GC | SG |
| --------------- | --- | - | - | - | - | -- | -- | -- |
| Internacional   | 12  | 6 | 3 | 3 | 0 | 8  | 2  | +6 |
| Deportivo Quito | 10  | 6 | 3 | 1 | 2 | 5  | 7  | -2 |
| Cerro           | 8   | 6 | 2 | 2 | 2 | 5  | 5  | 0  |
| Emelec          | 2   | 6 | 0 | 2 | 4 | 2  | 6  | -4 |

|                 | INT | CER | DQU | EME |
| --------------- | --- | --- | --- | --- |
| Internacional   | —   | 2–0 | 3–0 | 2–1 |
| Cerro           | 0–0 | —   | 2–0 | 0–0 |
| Deportivo Quito | 1–1 | 2–1 | —   | 1–0 |
| Emelec          | 0–0 | 1–2 | 0–1 | —   |

### Grupo 6
| Equipe           | Pts | J | V | E | D | GP | GC | SG |
| ---------------- | --- | - | - | - | - | -- | -- | -- |
| Nacional         | 12  | 6 | 3 | 3 | 0 | 9  | 4  | +5 |
| Banfield         | 11  | 6 | 3 | 2 | 1 | 13 | 8  | +5 |
| Monarcas Morelia | 5   | 6 | 1 | 2 | 3 | 4  | 8  | -4 |
| Deportivo Cuenca | 4   | 6 | 1 | 1 | 4 | 7  | 13 | -6 |

|                  | BAN | CNF | CUE | MOR |
| ---------------- | --- | --- | --- | --- |
| Banfield         | —   | 0–2 | 4–1 | 2–1 |
| Nacional         | 2–2 | —   | 3–2 | 2–0 |
| Deportivo Cuenca | 1–4 | 0–0 | —   | 2–0 |
| Monarcas Morelia | 1–1 | 0–0 | 2–1 | —   |

### Grupo 7
| Equipe           | Pts | J | V | E | D | GP | GC | SG |
| ---------------- | --- | - | - | - | - | -- | -- | -- |
| Vélez Sarsfield  | 13  | 6 | 4 | 1 | 1 | 10 | 5  | +5 |
| Cruzeiro         | 11  | 6 | 3 | 2 | 1 | 12 | 6  | +6 |
| Colo-Colo        | 8   | 6 | 2 | 2 | 2 | 8  | 10 | -2 |
| Deportivo Italia | 1   | 6 | 0 | 1 | 5 | 4  | 13 | -9 |

|                  | VEL | COL | DIT | CRU |
| ---------------- | --- | --- | --- | --- |
| Vélez Sarsfield  | —   | 2–1 | 4–0 | 2–0 |
| Colo-Colo        | 1–1 | —   | 1–0 | 1–1 |
| Deportivo Italia | 0–1 | 2–3 | —   | 2–2 |
| Cruzeiro         | 3–0 | 4–1 | 2–0 | —   |

### Grupo 8
| Equipe               | Pts | J | V | E | D | GP | GC | SG |
| -------------------- | --- | - | - | - | - | -- | -- | -- |
| Universidad de Chile | 12  | 6 | 3 | 3 | 0 | 10 | 6  | +4 |
| Flamengo             | 10  | 6 | 3 | 1 | 2 | 11 | 9  | +2 |
| Universidad Católica | 7   | 6 | 1 | 4 | 1 | 5  | 5  | 0  |
| Caracas              | 2   | 6 | 0 | 2 | 4 | 5  | 11 | -6 |

|                      | FLA | UCH | CAR | UCA |
| -------------------- | --- | --- | --- | --- |
| Flamengo             | —   | 2–2 | 3–2 | 2–0 |
| Universidad de Chile | 2–1 | —   | 1–0 | 0–0 |
| Caracas              | 1–3 | 1–3 | —   | 0–0 |
| Universidad Católica | 2–0 | 2–2 | 1–1 | —   |

### Melhores segundos colocados
| Equipe          | Pts | J | V | E | D | GP | GC | SG | Grupo |
| --------------- | --- | - | - | - | - | -- | -- | -- | ----- |
| Alianza Lima    | 12  | 6 | 4 | 0 | 2 | 12 | 7  | +5 | 3     |
| Cruzeiro        | 11  | 6 | 3 | 2 | 1 | 12 | 6  | +6 | 7     |
| Banfield        | 11  | 6 | 3 | 2 | 1 | 13 | 8  | +5 | 6     |
| Once Caldas     | 11  | 6 | 3 | 2 | 1 | 8  | 5  | +3 | 2     |
| Universitario   | 10  | 6 | 2 | 4 | 0 | 5  | 2  | +3 | 4     |
| Flamengo        | 10  | 6 | 3 | 1 | 2 | 11 | 9  | +2 | 8     |
| Deportivo Quito | 10  | 6 | 3 | 1 | 2 | 5  | 7  | -2 | 5     |
| Racing          | 8   | 6 | 2 | 2 | 2 | 4  | 5  | -1 | 1     |

## Classificação para a fase final
Para a determinação dos cruzamentos a partir das oitavas de final, as equipes foram divididas entre os primeiros colocados e os segundos colocados na fase de grupos, definido os cruzamentos da seguinte forma: 1 vs. 16, 2 vs. 15, 3 vs. 14, 4 vs. 13, 5 vs. 12, 6 vs. 11, 7 vs. 10 e 8 vs. 9, sendo de 1 a 8 os primeiros de cada grupo e de 9 a 16 os segundos. Os clubes Guadalajara e San Luis foram previamente definidos como 13 e 14, respectivamente, o que exclui as duas piores equipes classificadas em segundo lugar entre os grupos.
A ordem dos cruzamentos também serviu para determinar, em todas as fases, qual equipe teve a vantagem de jogar a partida de volta em casa, sendo sempre o time de melhor colocação a ter este direito.
Caso três ou mais equipes mexicanas se classificassem para a fase quartas de final, os cruzamentos seriam alterados para que essas equipes se enfrentem no mesmo lado da chave, mesmo que o emparceiramento não aponte para isso, de forma a que elas se eliminem entre si. Nas semifinais, a regra valeu para times de qualquer nacionalidade.
Classificação
| Pos. | Primeiros dos grupos | Pts | J | V | E | D | GP | GC | SG |
| ---- | -------------------- | --- | - | - | - | - | -- | -- | -- |
| 1    | Corinthians          | 16  | 6 | 5 | 1 | 0 | 9  | 3  | +6 |
| 2    | São Paulo            | 13  | 6 | 4 | 1 | 1 | 9  | 2  | +7 |
| 3    | Estudiantes          | 13  | 6 | 4 | 1 | 1 | 11 | 5  | +6 |
| 4    | Vélez Sarsfield      | 13  | 6 | 4 | 1 | 1 | 10 | 5  | +5 |
| 5    | Libertad             | 12  | 6 | 3 | 3 | 0 | 10 | 3  | +7 |
| 6    | Internacional        | 12  | 6 | 3 | 3 | 0 | 8  | 2  | +6 |
| 7    | Nacional             | 12  | 6 | 3 | 3 | 0 | 9  | 4  | +5 |
| 8    | Universidad de Chile | 12  | 6 | 3 | 3 | 0 | 10 | 6  | +4 |

| Pos. | Segundos dos grupos | Pts                       | J                         | V                         | E                         | D                         | GP                        | GC                        | SG                        |
| ---- | ------------------- | ------------------------- | ------------------------- | ------------------------- | ------------------------- | ------------------------- | ------------------------- | ------------------------- | ------------------------- |
| 9    | Alianza Lima        | 12                        | 6                         | 4                         | 0                         | 2                         | 12                        | 7                         | +5                        |
| 10   | Cruzeiro            | 11                        | 6                         | 3                         | 2                         | 1                         | 12                        | 6                         | +6                        |
| 11   | Banfield            | 11                        | 6                         | 3                         | 2                         | 1                         | 13                        | 8                         | +5                        |
| 12   | Once Caldas         | 11                        | 6                         | 3                         | 2                         | 1                         | 8                         | 5                         | +3                        |
| 13   | Chivas Guadalajara  | Previamente classificados | Previamente classificados | Previamente classificados | Previamente classificados | Previamente classificados | Previamente classificados | Previamente classificados | Previamente classificados |
| 14   | San Luis            | Previamente classificados | Previamente classificados | Previamente classificados | Previamente classificados | Previamente classificados | Previamente classificados | Previamente classificados | Previamente classificados |
| 15   | Universitario       | 10                        | 6                         | 2                         | 4                         | 0                         | 5                         | 2                         | +3                        |
| 16   | Flamengo            | 10                        | 6                         | 3                         | 1                         | 2                         | 11                        | 9                         | +2                        |

## Fase final
Em itálico, os times que possuem o mando de campo no primeiro jogo do confronto e em negrito os times classificados.
|  | Oitavas de final     | Oitavas de final          | Oitavas de final | Oitavas de final |   |                    | Quartas de final | Quartas de final | Quartas de final | Quartas de final |  |                    | Semifinais                   | Semifinais                   | Semifinais                   | Semifinais                   |                    |   | Final             | Final             | Final             | Final             |
|  |                      |                           |                  |                  |   |                    |                  |                  |                  |                  |  |                    | de 28 de julho a 5 de agosto | de 28 de julho a 5 de agosto | de 28 de julho a 5 de agosto | de 28 de julho a 5 de agosto |                    |   | 11 e 18 de agosto | 11 e 18 de agosto | 11 e 18 de agosto | 11 e 18 de agosto |
|  |                      |                           |                  |                  |   |                    |                  |                  |                  |                  |  |                    |                              |                              |                              |                              |                    |   |                   |                   |                   |                   |
|  | Chivas Guadalajara   | 3                         | 0                | 3                |   |                    |                  |                  |                  |                  |  |                    |                              |                              |                              |                              |                    |   |                   |                   |                   |                   |
|  | Vélez Sarsfield      | 0                         | 2                | 2                |   |                    |                  |                  |                  |                  |  |                    |                              |                              |                              |                              |                    |   |                   |                   |                   |                   |
|  | Vélez Sarsfield      | 0                         | 2                | 2                |   | Chivas Guadalajara | 3                | 0                | 3                |                  |  |                    |                              |                              |                              |                              |                    |   |                   |                   |                   |                   |
|  |                      |                           |                  |                  |   | Chivas Guadalajara | 3                | 0                | 3                |                  |  |                    |                              |                              |                              |                              |                    |   |                   |                   |                   |                   |
|  |                      | Libertad                  | 0                | 2                | 2 |                    |                  |                  |                  |                  |  |                    |                              |                              |                              |                              |                    |   |                   |                   |                   |                   |
|  | Once Caldas          | Libertad                  | 0                | 2                | 2 | 0                  | 1                | 1                |                  |                  |  |                    |                              |                              |                              |                              |                    |   |                   |                   |                   |                   |
|  | Once Caldas          |                           |                  |                  |   | 0                  | 1                | 1                |                  |                  |  |                    |                              |                              |                              |                              |                    |   |                   |                   |                   |                   |
|  | Libertad             | 0                         | 2                | 2                |   |                    |                  |                  |                  |                  |  |                    |                              |                              |                              |                              |                    |   |                   |                   |                   |                   |
|  | Libertad             | 0                         | 2                | 2                |   |                    |                  |                  |                  |                  |  | Chivas Guadalajara | 1                            | 2                            | 3                            |                              |                    |   |                   |                   |                   |                   |
|  |                      |                           |                  |                  |   |                    |                  |                  |                  |                  |  | Chivas Guadalajara | 1                            | 2                            | 3                            |                              |                    |   |                   |                   |                   |                   |
|  |                      | Universidad de Chile      | 1                | 0                | 1 |                    |                  |                  |                  |                  |  |                    |                              |                              |                              |                              |                    |   |                   |                   |                   |                   |
|  | Flamengo (gf)        | Universidad de Chile      | 1                | 0                | 1 | 1                  | 1                | 2                |                  |                  |  |                    |                              |                              |                              |                              |                    |   |                   |                   |                   |                   |
|  | Flamengo (gf)        |                           |                  |                  |   | 1                  | 1                | 2                |                  |                  |  |                    |                              |                              |                              |                              |                    |   |                   |                   |                   |                   |
|  | Corinthians          | 0                         | 2                | 2                |   |                    |                  |                  |                  |                  |  |                    |                              |                              |                              |                              |                    |   |                   |                   |                   |                   |
|  | Corinthians          | 0                         | 2                | 2                |   | Flamengo           | 2                | 2                | 4                |                  |  |                    |                              |                              |                              |                              |                    |   |                   |                   |                   |                   |
|  |                      |                           |                  |                  |   | Flamengo           | 2                | 2                | 4                |                  |  |                    |                              |                              |                              |                              |                    |   |                   |                   |                   |                   |
|  |                      | Universidad de Chile (gf) | 3                | 1                | 4 |                    |                  |                  |                  |                  |  |                    |                              |                              |                              |                              |                    |   |                   |                   |                   |                   |
|  | Alianza Lima         | Universidad de Chile (gf) | 3                | 1                | 4 | 0                  | 2                | 2                |                  |                  |  |                    |                              |                              |                              |                              |                    |   |                   |                   |                   |                   |
|  | Alianza Lima         |                           |                  |                  |   | 0                  | 2                | 2                |                  |                  |  |                    |                              |                              |                              |                              |                    |   |                   |                   |                   |                   |
|  | Universidad de Chile | 1                         | 2                | 3                |   |                    |                  |                  |                  |                  |  |                    |                              |                              |                              |                              |                    |   |                   |                   |                   |                   |
|  | Universidad de Chile | 1                         | 2                | 3                |   |                    |                  |                  |                  |                  |  |                    |                              |                              |                              |                              | Chivas Guadalajara | 1 | 2                 | 3                 |                   |                   |
|  |                      |                           |                  |                  |   |                    |                  |                  |                  |                  |  |                    |                              |                              |                              |                              |                    | 1 | 2                 | 3                 |                   |                   |
|  |                      | Internacional             | 2                | 3                | 5 |                    |                  |                  |                  |                  |  |                    |                              |                              |                              |                              |                    |   |                   |                   |                   |                   |
|  | Banfield             | Internacional             | 2                | 3                | 5 | 3                  | 0                | 3                |                  |                  |  |                    |                              |                              |                              |                              |                    |   |                   |                   |                   |                   |
|  | Banfield             |                           |                  |                  |   | 3                  | 0                | 3                |                  |                  |  |                    |                              |                              |                              |                              |                    |   |                   |                   |                   |                   |
|  | Internacional (gf)   | 1                         | 2                | 3                |   |                    |                  |                  |                  |                  |  |                    |                              |                              |                              |                              |                    |   |                   |                   |                   |                   |
|  | Internacional (gf)   | 1                         | 2                | 3                |   | Internacional (gf) | 1                | 1                | 2                |                  |  |                    |                              |                              |                              |                              |                    |   |                   |                   |                   |                   |
|  |                      |                           |                  |                  |   | Internacional (gf) | 1                | 1                | 2                |                  |  |                    |                              |                              |                              |                              |                    |   |                   |                   |                   |                   |
|  |                      | Estudiantes               | 0                | 2                | 2 |                    |                  |                  |                  |                  |  |                    |                              |                              |                              |                              |                    |   |                   |                   |                   |                   |
|  | San Luis             | Estudiantes               | 0                | 2                | 2 | 0                  | 1                | 1                |                  |                  |  |                    |                              |                              |                              |                              |                    |   |                   |                   |                   |                   |
|  | San Luis             |                           |                  |                  |   | 0                  | 1                | 1                |                  |                  |  |                    |                              |                              |                              |                              |                    |   |                   |                   |                   |                   |
|  | Estudiantes          | 1                         | 3                | 4                |   |                    |                  |                  |                  |                  |  |                    |                              |                              |                              |                              |                    |   |                   |                   |                   |                   |
|  | Estudiantes          | 1                         | 3                | 4                |   |                    |                  |                  |                  |                  |  | Internacional (gf) | 1                            | 1                            | 2                            |                              |                    |   |                   |                   |                   |                   |
|  |                      |                           |                  |                  |   |                    |                  |                  |                  |                  |  | Internacional (gf) | 1                            | 1                            | 2                            |                              |                    |   |                   |                   |                   |                   |
|  |                      | São Paulo                 | 0                | 2                | 2 |                    |                  |                  |                  |                  |  |                    |                              |                              |                              |                              |                    |   |                   |                   |                   |                   |
|  | Cruzeiro             | São Paulo                 | 0                | 2                | 2 | 3                  | 3                | 6                |                  |                  |  |                    |                              |                              |                              |                              |                    |   |                   |                   |                   |                   |
|  | Cruzeiro             |                           |                  |                  |   | 3                  | 3                | 6                |                  |                  |  |                    |                              |                              |                              |                              |                    |   |                   |                   |                   |                   |
|  | Nacional             | 1                         | 0                | 1                |   |                    |                  |                  |                  |                  |  |                    |                              |                              |                              |                              |                    |   |                   |                   |                   |                   |
|  | Nacional             | 1                         | 0                | 1                |   | Cruzeiro           | 0                | 0                | 0                |                  |  |                    |                              |                              |                              |                              |                    |   |                   |                   |                   |                   |
|  |                      |                           |                  |                  |   | Cruzeiro           | 0                | 0                | 0                |                  |  |                    |                              |                              |                              |                              |                    |   |                   |                   |                   |                   |
|  |                      | São Paulo                 | 2                | 2                | 4 |                    |                  |                  |                  |                  |  |                    |                              |                              |                              |                              |                    |   |                   |                   |                   |                   |
|  | Universitario        | São Paulo                 | 2                | 2                | 4 | 0                  | 0                | 0 (1)            |                  |                  |  |                    |                              |                              |                              |                              |                    |   |                   |                   |                   |                   |
|  | Universitario        |                           |                  |                  |   | 0                  | 0                | 0 (1)            |                  |                  |  |                    |                              |                              |                              |                              |                    |   |                   |                   |                   |                   |
|  | São Paulo (pen)      | 0                         | 0                | 0 (3)            |   |                    |                  |                  |                  |                  |  |                    |                              |                              |                              |                              |                    |   |                   |                   |                   |                   |

### Finais
Jogo de ida
| 11 de agosto  | Chivas Guadalajara | 1 – 2     | Internacional              | Estádio Omnilife, Guadalajara                |
| 19:50 (UTC-5) | Bautista 45+1'     | Relatório | Giuliano 73' · Bolívar 76' | Público: 49 500 Árbitro: ARG Héctor Baldassi |

Jogo de volta
| 18 de agosto  | Internacional                                        | 3 – 2     | Chivas Guadalajara       | Estádio Beira-Rio, Porto Alegre         |
| 22:00 (UTC-3) | Rafael Sóbis 61' · Leandro Damião 76' · Giuliano 89' | Relatório | Fabián 43' · Bravo 90+2' | Público: 53 124 Árbitro: COL Óscar Ruiz |

## Premiação
| Copa Libertadores da América de 2010 |
| ------------------------------------ |
| INTERNACIONAL Campeão (2º título)    |

## Artilharia
Atualizado após jogos de 12 de agosto de 2010.
| 8 gols (1) - Thiago Ribeiro (Cruzeiro) 7 gols (2) - José Carlos Fernández (Alianza Lima) - Kléber (Cruzeiro) 6 gols (2) - Giuliano (Internacional) - Luis Tejada (Juan Aurich) 5 gols (5) - James Rodríguez (Banfield) - Mario Regueiro (Nacional-URU) - Omar Bravo (Guadalajara) - Rodolfo Gamarra (Libertad) - Washington (São Paulo) 4 gols (8) - Adriano (Flamengo) - Alecsandro (Internacional) - Hernán Rodrigo López (Vélez Sársfield) - Juan José Morales (Universidad Católica) - Leandro González (Estudiantes) - Mauro Boselli (Estudiantes) - Santiago Silva (Vélez Sársfield) - Vágner Love (Flamengo) 3 gols (14) - Adalberto Román (Libertad) - Claudio Dadomo (Cerro) - Dagoberto (São Paulo) - Dayro Moreno (Once Caldas) - Elias (Corinthians) - Esteban Paredes (Colo-Colo) - Ezequiel Miralles (Colo-Colo) - Gabriel Méndez (Deportivo Cuenca) - Jared Borgetti (Monarcas Morelia) - Juan Manuel Olivera (Universidad de Chile) - Pablo Velázquez (Libertad) - Ronaldo (Corinthians) - Sebastián Fernández (Banfield) - Wilmer Aguirre (Alianza Lima) 2 gols (34) - Bolívar (Internacional) - Dentinho (Corinthians) - Diego Lagos (Lanús) - Eduardo Vargas (Universidad de Chile) - Esteban Fuertes (Colón) - Felipe Seymour (Universidad de Chile) - Francisco Silva (Universidad Católica) - Hernanes (São Paulo) - Jaime Castrillón (Once Caldas) - Jhon Valencia (Once Caldas) - José Ernesto Sosa (Estudiantes) - Leandro Benítez (Estudiantes) - Léo Moura (Flamengo) - Líber Quiñones (Racing) - Luis Miguel Escalada (Deportivo Cuenca) - Martín Cauteruccio (Racing) - Matías Mirabaje (Racing) - Matías Rodríguez (Universidad de Chile) - Mauricio Victorino (Universidad de Chile) - Michael (Flamengo) - Osvaldo Martínez (Monterrey) - Pedro Ken (Cruzeiro) - Rafael Castellín (Caracas) - Rafael Olarra (Universidad de Chile) - Ricardo Ciciliano (Juan Aurich) - Richard Blanco (Deportivo Italia) - Roberto Battión (Banfield) | 2 gols (continuação) - Roberto Gamarra (Libertad) - Rodrigo Alvim (Flamengo) - Rubén Ramírez (Banfield) - Santiago Salcedo (Lanús) - Víctor Hugo Ayala (Libertad) - Walter Erviti (Banfield) - Walter Montillo (Universidad de Chile) 1 gol (125) - Adolfo Bautista (Guadalajara) - Aldo Paniagua (Nacional-PAR) - Álex da Rosa (Bolívar) - Alex Silva (São Paulo) - Álvaro Fernández (Universidad de Chile) - Andrezinho (Internacional) - Ángel Morales (Nacional-URU) - Armando Maita (Deportivo Táchira) - Bernardo (Cruzeiro) - Carlos Orejuela (Universitario) - César Iván González (Caracas) - César Ramírez (Cerro Porteño) - César Valoyes (Independiente Medellín) - Cristian Bogado (Colo-Colo) - Cristian Lucchetti (Banfield) - Chicão (Corinthians) - Damián Díaz (Universidad Católica) - Danny Santoya (Once Caldas) - David (Flamengo) - David Henríquez (Universidad Católica) - David McIntosh (Deportivo Italia) - David Quiróz (Emelec) - Diego de la Torre (San Luis) - Diego Renan (Cruzeiro) - Diego Rivarola (Universidad de Chile) - Édson Puch (Universidad de Chile) - Eliandro (Cruzeiro) - Emerson Acuña (Junior) - Emerson Panigutti (Deportivo Italia) - Emiliano Papa (Vélez Sársfield) - Enzo Pérez (Estudiantes) - Fabinho (Cruzeiro) - Facundo Bertoglio (Colón) - Federico Fernández (Estudiantes) - Federico Nieto (Colón) - Felipe Pardo (Independiente Medellín) - Fernandinho (São Paulo) - Fernando Uribe (Once Caldas) - Fredy Bareiro (Estudiantes Tecos) - Germán Ré (Estudiantes) - Gianfranco Labarthe (Universitario) - Gilberto (Cruzeiro) - Gonzalo Godoy (Nacional-URU) - Gonzalo Sorondo (Internacional) - Guillermo Beltrán (Nacional-PAR) - Gustavo Varela (Nacional-URU) - Héctor Morales (Monterrey) - Héctor Reynoso (Guadalajara) - Herminio Miranda (Nacional-PAR) - Hugo Barrientos (Newell's Old Boys) - Isaac Mina (Deportivo Quito) - Iván Hurtado (Deportivo Quito) - Iván Moreno y Fabianesi (Colón) - Jaime Bustamante (Caracas) - Jean Tragodara (Alianza Lima) - Jesús Alejandro Gómez (Blooming) - Jesús Gómez (Caracas) - Joao Rojas (Emelec) - Joel Sánchez (Alianza Lima) | 1 gol (continuação) - Joffre Guerrón (Cruzeiro) - Johnnier Montaño (Alianza Lima) - Jonathan (Cruzeiro) - Jorge Ladines (Deportivo Cuenca) - José Granda (Deportivo Cuenca) - José Ignacio Pallás (Racing) - Jose Magallón (Guadalajara) - José Luis Quiñónez (Emelec) - Juan (Flamengo) - Juan Manuel Martínez (Vélez Sársfield) - Juan Sebastián Verón (Estudiantes) - Julio César Hurtado (Blooming) - Julio dos Santos (Cerro Porteño) - Kléber (Internacional) - Leandro Damião (Internacional) - Léo Lima (São Paulo) - Luis Alberto Ramírez (Universitario) - Luis Cáceres (Cerro Porteño) - Luis Carlos Arias (Independiente Medellín) - Luis Carlos Vieira (Blooming) - Luis Checa (Deportivo Quito) - Luis Gabriel Rey (Monarcas Morelia) - Manuel Maciel (Libertad) - Marco Fabián (Guadalajara) - Marquinhos Paraná (Cruzeiro) - Martín Arzuaga (Junior) - Matías Rubio (Universidad Católica) - Mauricio Pereyra (Nacional-URU) - Maximiliano Laso (Banfield) - Maximiliano Velázquez (Lanús) - Michael Arroyo (Deportivo Quito) - Nei (Internacional) - Neri Cardozo (Monterrey) - Omar Arellano (Guadalajara) - Oswaldo Minda (Deportivo Quito) - Pablo Caballero (Cerro) - Pablo Pérez (Emelec) - Pedro Ascoy (Juan Aurich) - Pedro Boada (Deportivo Táchira) - Piero Alva (Universitario) - Rafael Sóbis (Internacional) - Reimond Manco (Juan Aurich) - Ricardo Oliveira (São Paulo) - Ricardo Vásquez (Guadalajara) - Roberto Carlos Correa (Real Potosí) - Roberto Guizasola (Juan Aurich) - Roberto Ovelar (Alianza Lima) - Rodolfo Espinoza (Universitario) - Rodrigo Braña (Estudiantes) - Rodrigo Millar (Colo-Colo) - Rodrigo Mora (Cerro) - Rodrigo Toloza (Universidad Católica) - Rogério Ceni (São Paulo) - Rolando Zárate (Vélez Sársfield) - Ronaldo Angelim (Flamengo) - Santiago Ostalaza (Racing) - Sebastián Blanco (Lanús) - Sebastián Coates (Nacional-URU) - Sergio Santana (Monterrey) - Víctor Cáceres (Libertad) - Víctor Zapata (Vélez Sársfield) - Walter (Internacional) - Wálter Flores (Bolívar) - Wellington Paulista (Cruzeiro) - William Ferreira (Bolívar) - Xavier Báez (Guadalajara) Gols contra (3) - David (Flamengo, para o Corinthians) - Juan David Valencia (Ind. Medellín, para o Corinthians) - Walter Ibáñez (Cerro, para o Internacional) |